# Уравнение Чандрасекара
Уравне́ние Чандрасека́ра в астрофизике — безразмерная форма уравнения Пуассона для распределения плотности сферически-симметричной изотермической газовой сферы под действием собственной силы гравитации, названная по имени американского астрофизика Субраманьяна Чандрасекара. Уравнение имеет вид
{\displaystyle {\frac {1}{\xi ^{2}}}{\frac {d}{d\xi }}\left(\xi ^{2}{\frac {d\psi }{d\xi }}\right)=e^{-\psi },}
где {\displaystyle \xi } является безразмерным радиусом, {\displaystyle \psi } связано с плотностью газовой сферы соотношением {\displaystyle \rho =\rho _{c}e^{-\psi }}, где {\displaystyle \rho _{c}} представляет плотность газа в центре. Уравнение не имеет известного явного решения. Если вместо изотермического вещества взять политропное, записанное уравнение будет представлять собой уравнение Лейна — Эмдена. Обычно изотермическое приближение применяется при описании ядра звезды. В таком случае уравнение решают с начальными условиями
{\displaystyle \xi =0:\quad \psi =0,\quad {\frac {d\psi }{d\xi }}=0.}
Уравнение также возникает и в других областях физики, например, в разработанной Д. А. Франк-Каменецким теории теплового взрыва в замкнутой оболочке.

## Вывод уравнения
Для изотермической газовой звезды давление {\displaystyle p} складывается из кинетического давления и давления излучения:
{\displaystyle p=\rho {\frac {k_{B}}{WH}}T+{\frac {4\sigma }{3c}}T^{4}},
где
- {\displaystyle \rho } — плотность,
- {\displaystyle k_{B}} — постоянная Больцмана,
- {\displaystyle W} — средний молекулярный вес,
- {\displaystyle H} — масса протона,
- {\displaystyle T} — температура звезды,
- {\displaystyle \sigma } — постоянная Стефана — Больцмана,
- {\displaystyle c} — скорость света.

Уравнение для состояния равновесия звезды требует баланса между силой давления и силой гравитации:
{\displaystyle {\frac {1}{r^{2}}}{\frac {d}{dr}}\left({\frac {r^{2}}{\rho }}{\frac {dp}{dr}}\right)=-4\pi G\rho ,}
где {\displaystyle r} равно радиусу, измеряемому от центра, {\displaystyle G} является гравитационной постоянной. Уравнение переписывается в виде
{\displaystyle {\frac {k_{B}T}{WH}}{\frac {1}{r^{2}}}{\frac {d}{dr}}\left(r^{2}{\frac {d\ln \rho }{dr}}\right)=-4\pi G\rho .}
Вводя преобразования
{\displaystyle \psi =\ln {\frac {\rho _{c}}{\rho }},\quad \xi =r\left({\frac {4\pi G\rho _{c}WH}{k_{B}T}}\right)^{1/2},}
где {\displaystyle \rho _{c}} — плотность звезды в центральной части, получаем выражение
{\displaystyle {\frac {1}{\xi ^{2}}}{\frac {d}{d\xi }}\left(\xi ^{2}{\frac {d\psi }{d\xi }}\right)=e^{-\psi }.}
Граничные условия таковы:
{\displaystyle \xi =0:\quad \psi =0,\quad {\frac {d\psi }{d\xi }}=0.}
При {\displaystyle \xi \ll 1} решение близко к
{\displaystyle \psi ={\frac {\xi ^{2}}{6}}-{\frac {\xi ^{4}}{120}}+{\frac {\xi ^{6}}{1890}}+\cdot \cdot \cdot }

## Ограничения модели
Предположение об изотермичности сферы имеет некоторые недостатки. Хотя полученная при решении плотность изотермической газовой сферы уменьшается с удалением от центра, всё же уменьшение слишком медленное для того, чтобы получалась надёжно определяемая поверхность и масса сферы оказывалась конечной. Можно показать, что при {\displaystyle \xi \gg 1},
{\displaystyle {\frac {\rho }{\rho _{c}}}=e^{-\psi }={\frac {2}{\xi ^{2}}}\left[1+{\frac {A}{\xi ^{1/2}}}\cos \left({\frac {\sqrt {7}}{2}}\ln \xi +\delta \right)+O(\xi ^{-1})\right]},
где {\displaystyle A} и {\displaystyle \delta } являются постоянными величинами, которые можно получить при численном решении. Такое поведение плотности приводит к увеличению массы при возрастании радиуса. Следовательно, модель обычно пригодна для описания ядер звёзд, где температура приблизительно постоянна.

## Особое решение
Преобразование {\displaystyle x=1/\xi } приводит уравнение к виду
{\displaystyle x^{4}{\frac {d^{2}\psi }{dx^{2}}}=e^{-\psi }.}
Уравнение имеет особое решение вида
{\displaystyle e^{-\psi _{s}}=2x^{2},\quad {\text{or}}\quad -\psi _{s}=2\ln x+\ln 2.}
Следовательно, можно ввести новую переменную {\displaystyle -\psi =2\ln x+z,} при этом уравнение для {\displaystyle z} можно вывести:
{\displaystyle {\frac {d^{2}z}{dt^{2}}}-{\frac {dz}{dt}}+e^{z}-2=0,\quad \quad t=\ln x.}
Данное уравнение можно свести к уравнению первого порядка, вводя переменную
{\displaystyle y={\frac {dz}{dt}}=\xi {\frac {d\psi }{d\xi }}-2,}
тогда
{\displaystyle y{\frac {dy}{dz}}-y+e^{z}-2=0.}

## Другие варианты уравнения
Уравнение можно привести к другому виду. Пусть
{\displaystyle u={\frac {\xi e^{-\psi }}{d\psi /d\xi }},\quad v=\xi {\frac {d\psi }{d\xi }},}
тогда
{\displaystyle {\frac {u}{v}}{\frac {dv}{du}}={\frac {u-1}{u+v-3}}.}

## Свойства
- Если {\displaystyle \psi (\xi )} является решением уравнения Чандрасекара, то {\displaystyle \psi (A\xi )-2\ln A} также является решением уравнения при произвольной константе {\displaystyle A}.
- Решения уравнения Чандрасекара, являющиеся конечными в начале координат, удовлетворяют условию {\displaystyle d\psi /d\xi =0} при {\displaystyle \xi =0}.